# Alghabass Ag Intalla
Alghabass Ag Intalla, né en 1972, est un homme politique touareg malien.

## Biographie
Né en 1972, Alghabass Ag Intalla est le fils d'Intalla Ag Attaher, l'amenokal des Touaregs ifoghas. Il a deux frères ainés : Mohamed et Attayoub. 
Avant le début de la guerre du Mali en 2012, Alghabass Ag Intalla est député de Kidal à l'Assemblée nationale. Lorsque le conflit éclate, il rallie d'abord le MNLA, mais il rejoint rapidement Ansar Dine. Il affirme alors combattre pour instaurer la charia au nord du Mali. Il devient le visage politique d'Ansar Dine et représente le mouvement islamiste lors des négociations qui se tiennent à Ouagadougou, au Burkina Faso, à la fin de l'année 2012. Mais en janvier 2013, quelques jours après le début de l'opération Serval, Alghabass fait scission et fonde le Mouvement islamique de l'Azawad (MIA), dont il devient le secrétaire-général. Le 19 mai 2013, il annonce la dissolution de son mouvement et son ralliement au Haut conseil pour l'unité de l'Azawad (HCUA), fondé par son frère, Mohamed Ag Intalla.
Vers début juillet 2014, Alghabass Ag Intalla devient le secrétaire-général du HCUA, il est placé à la tête d'une délégation de 30 personnes du MNLA, MAA et HCUA lors des négociations d'Alger.
Après la mort le 18 décembre 2014 de son père, Intalla Ag Attaher, Alghabass est un temps pressenti pour lui succéder en tant qu'amenokal des Ifoghas. Mais avant de mourir, Intalla Ag Attaher donne sa préférence pour Mohamed. Le conseil des chefs de fractions suit son avis et désigne Mohamed Ag Intalla comme amenokal. Alghabass était considéré comme « très actif, très dynamique » mais son passé au sein des djihadistes pourrait avoir joué en sa défaveur,.
Le 16 décembre 2016 il succède à Bilal Ag Acherif à la tête de la présidence de la Coordination des mouvements de l'Azawad (CMA). Les secrétaire-généraux des trois groupes de la CMA alternent pour des périodes de quelques mois la présidence de la CMA.
En octobre 2019, il appelle à la fusion en une seule entité des différents groupes de la CMA.
Au printemps 2024, à la suite du combat de Wagadou, Alghabass Ag Intalla est mandaté par le CSP pour négocier un pacte de non-agression avec le Groupe de soutien à l'islam et aux musulmans. Le 17 mai, celui-ci fait circuler un message appelant ses troupes à ne pas s'opposer à cette démarche. Ce pacte prévoit la libre-circulation des combattants et un partage d'informations sur les mouvements de l'armée malienne et du Groupe Wagner, mais il exclut de mener des attaques conjointes. 